# Річкові канонерські човни типу «Вігілант»

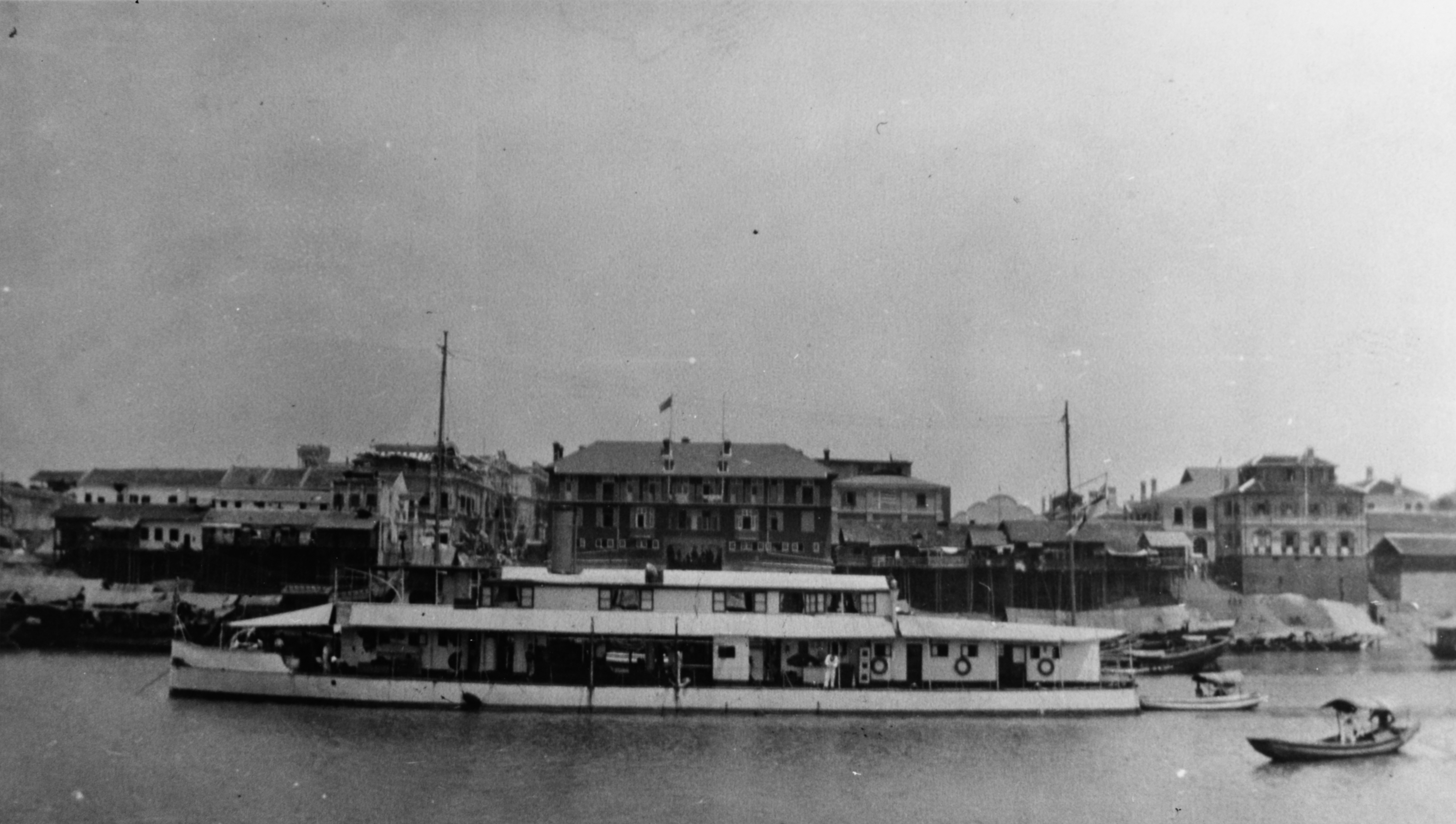
Британська річкова канонерка «Вудкок», на основі конструкції якої побудовані французькі типу «Вігілант».

Тип «Вігілант» (фр. Classe Vigilante) — тип річкових канонерок, побудованих британською компанією «Торнікрофт» для ВМС Франції. Призначалися для служби на ріках Китаю.

## Технічні характеристики
Конструктивно кораблі аналогічні побудованим заводом раніше річковим канонерським човнам типу «Вудкок» для Королівського флоту (сталевий корпус, довжина 44,2 м, швидкість на випробуваннях — 13,7 вузлів). Проте вони були сильніше озброєні, ніж британські кораблі, і несли дві 90 міліметрові та чотири 37 міліметрові гармати.

## Кораблі типу
Було побудовано два кораблі цього типу, Vigilante та Argus. Знаходилися в строю у 1900—1919 роках.